# Kétfegyvernek
Kétfegyvernek vagy Fegyvernek (szlovákul Zbrojníky) község  Szlovákiában, a Nyitrai kerület Lévai járásában. Alsó- és Felsőfegyvernek 1944. évi egyesítésével jött létre. Hozzá tartozik Pezernye vagy Pezsenye major (régebben Piszernye, illetve Nyári major; szk. Pežerňa).

## Fekvése
Lévától 15 km-re délkeletre fekszik.

## Élővilága

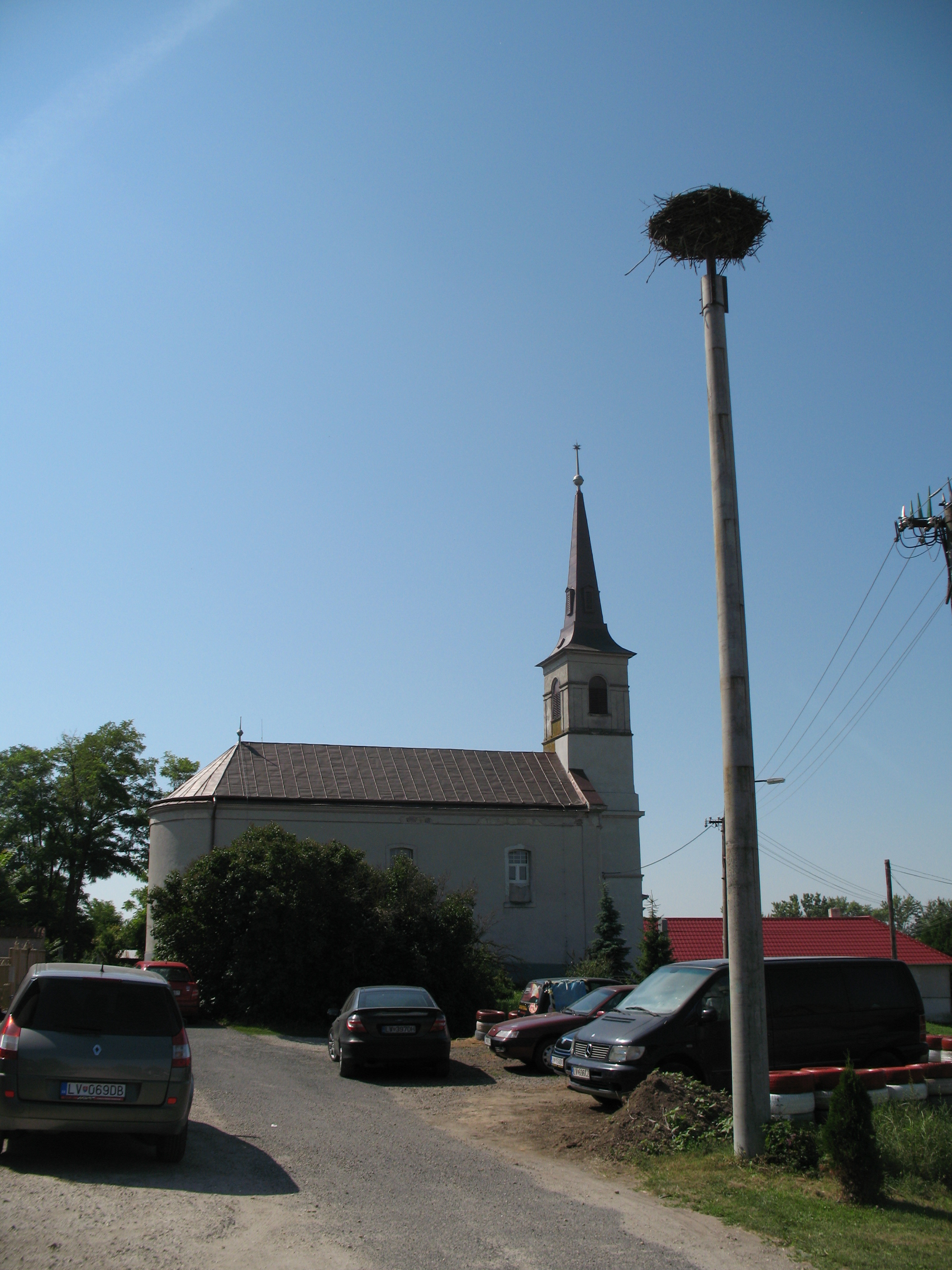
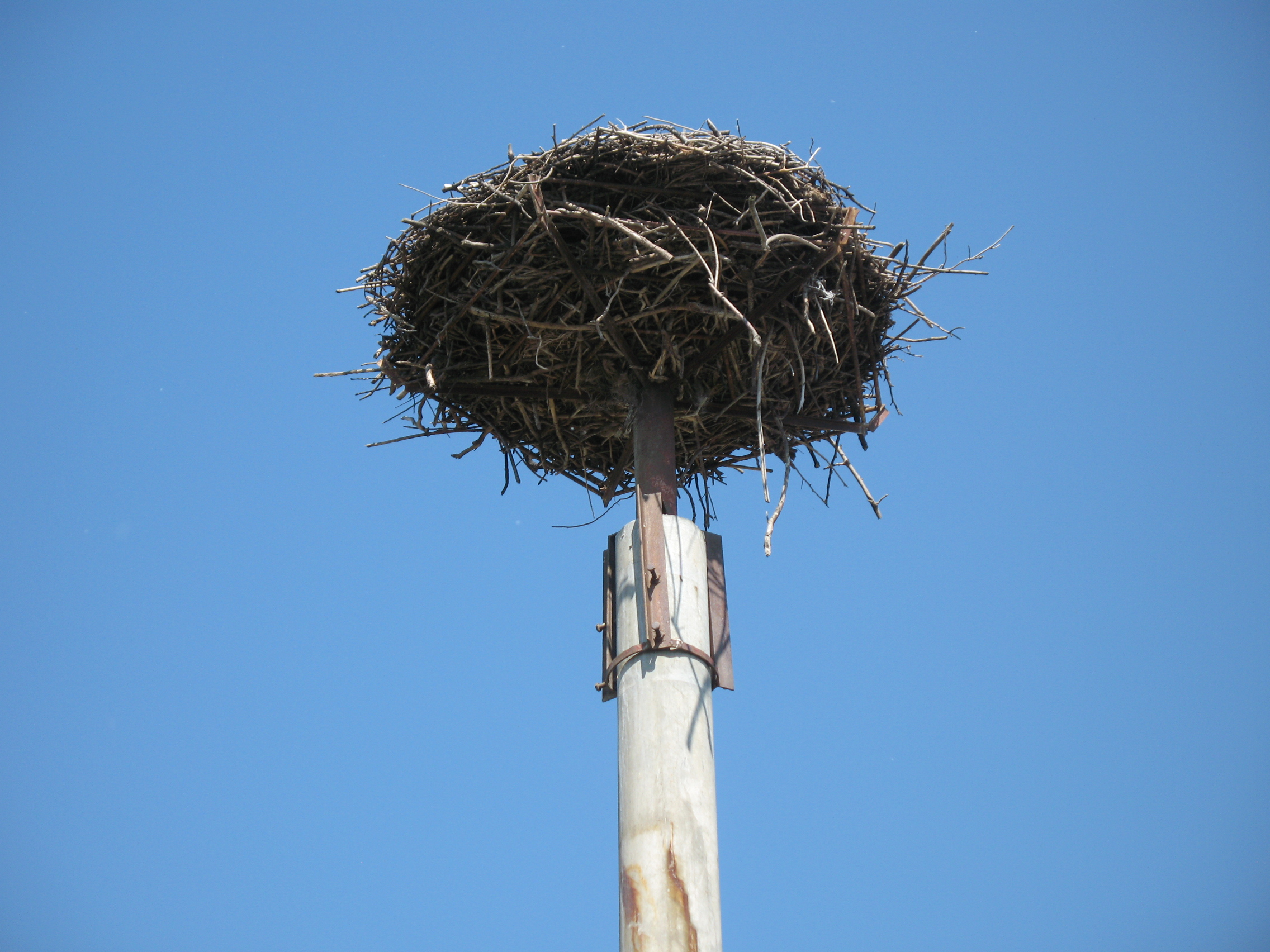
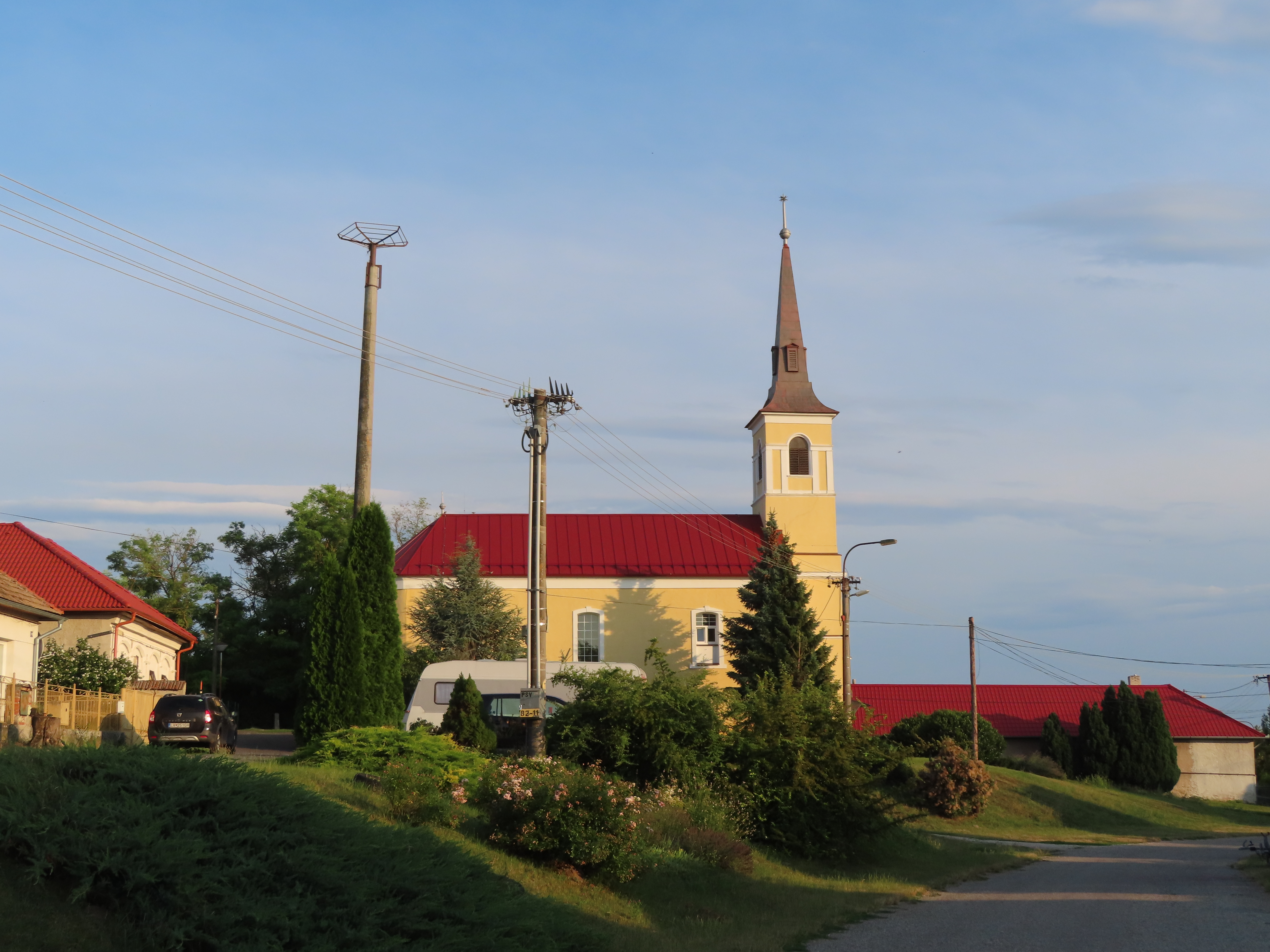
2023

Kétfegyverneken a templom közelében van gólyafészek, melyben 2013-ban nem fészkeltek a gólyák.

## Története
Területén már az újkőkorszakban is megtelepedtek. A Hévmagyarádi kultúra maradványait is megtalálták[forrás?]. A települést 1303-ban említik először. Neve arra utal, hogy első lakói fegyverhordozók lehettek.

### Alsófegyvernek
Alsófegyverneket közvetve már 1461-ben említik. Először 1503-ban "Fegyvernek Minor" néven bukkan fel az írott forrásokban, birtokosa az Eszterházy család volt. Többségben reformátusok lakták. 1715-ben 13, 1720-ban 22 portája adózott. 1828-ban 74 házában 446 lakos élt, akik mezőgazdasággal és szőlőtermesztéssel foglalkoztak. A faluban a 19. században virágzott a dohánytermesztés is.
Vályi András szerint "Alsó Fegyvernek, Fesernik. Elegyes magyar, és tót falu Hont Vármegyében, földes Ura Hertzeg Eszterházy Uraság, lakosai katolikusok, és reformátusok, fekszik Füzes Gyarmattól nem meszsze, Bars Vármegyének szomszédságában, határja gazdag, ’s külömbféle javakkal bővelkedik, első Osztálybéli."
Fényes Elek szerint "Fegyvernek, (Alsó), magyar falu, Honth vmegyében, 26 kath., 248 ref. lak. Ref. anyatemplom. Jó föld, rét. Bor és dohány-termesztés. F. u. H. Eszterházy s m. t."

### Felsőfegyvernek
Felsőfegyvernek 1303-ban "Fegyuernek" alakban bukkan fel. "Felswfeguernek" (Felsőfegyvernek) néven 1461-ben szerepel először. 1503-ban "Fedwernek Maior" a neve. A Fegyverneky család ősi birtoka, majd 1554-től a lévai váruradalom része. 1650-ben királyi adományként a Szulyovszky család őse, Theodosius Sirmiensis kapta. További birtokosai a Majthényi, a Nyári, a Plachy és a Tersztyánszky családok voltak. 1715-ben kúriája és 4 háza volt. 1828-ban 54 házában 325 lakos élt, akik mezőgazdasággal és szőlőtermesztéssel foglalkoztak.
Vályi András szerint "Felső Fegyvernek, Fesernik. Elegyes magyar, és tót falu Hont Vármegyében, földes Ura Hodosy Uraság, lakosai katolikusok, fekszik Lévától egy, és 3/4. mértföldnyire, határja gazdag, legelője elég, fája mind a’ kétféle, szőlő hegye középszerű, első Osztálybéli."
Fényes Elek szerint "Fegyvernek, (Felső), magyar falu, Honth vmegyében, 126 kath., 80 evang., 49 ref. lak. F. u. többen. Ut. posta Zeliz 1 1/2 óra."
A trianoni békeszerződésig mindkét település Hont vármegye Vámosmikolai járásához tartozott. 1938 és 1944 között újra Magyarország része. Legjelentősebb ipari üzeme a húsfeldolgozó kombinát.

## Népessége
| Év:            | 1994. | 2004.   | 2014.   | 2024.   |
| -------------- | ----- | ------- | ------- | ------- |
| Emberek száma: | 541   | 497     | 493     | 488     |
| Eltérés:       |       | -8,13 % | -0,80 % | -1,01 % |

| Év:            | 2023. | 2024.   |
| -------------- | ----- | ------- |
| Emberek száma: | 489   | 488     |
| Eltérés:       |       | -0,20 % |

1880-ban Alsófegyvernek 409 lakosából 388 magyar és 5 szlovák anyanyelvű,
Felsőfegyvernek 334 lakosából 295 magyar és 20 szlovák anyanyelvű volt.
1890-ben Alsófegyvernek 397 lakosából 393 magyar és 2 szlovák anyanyelvű,
Felsőfegyvernek 347 lakosából 317 magyar, 19 német és 11 szlovák anyanyelvű volt.
1900-ban Alsófegyvernek 418 lakosából 408 magyar és 9 szlovák anyanyelvű,
Felsőfegyvernek 375 lakosából 370 magyar és 5 szlovák anyanyelvű volt.
1910-ben Alsófegyvernek 434 lakosából 431 magyar és 3 szlovák anyanyelvű,
Felsőfegyvernek 407 lakosából 399 magyar és 6 szlovák anyanyelvű volt.
1921-ben Alsófegyvernek 366 lakosából 363 magyar és 1 csehszlovák,
Felsőfegyvernek 501 lakosából 397 magyar és 96 csehszlovák volt.
1930-ban Alsófegyvernek 396 lakosából 311 magyar és 83 csehszlovák,
Felsőfegyvernek 494 lakosából 243 magyar, 234 csehszlovák, 11 zsidó és 6 állampolgárság nélküli volt. Ebből 360 római katolikus, 112 református, 11 izraelita, 9 evangélikus és 2 egyéb vallású volt.
1941-ben Alsófegyvernek 367 lakosából 364 magyar és 3 szlovák,
Felsőfegyvernek 422 lakosából 310 magyar és 112 szlovák volt.
1970-ben 830 lakosából 380 magyar és 446 szlovák volt.
1980-ban 686 lakosából 273 magyar és 412 szlovák volt.
1991-ben 582 lakosából 221 magyar és 360 szlovák volt.
2001-ben 514 lakosából 348 szlovák és 165 magyar volt.
2011-ben 504 lakosából 352 szlovák és 148 magyar volt.
2021-ben 498 lakosából 363 (+9) szlovák, 116 (+21) magyar és 19 ismeretlen nemzetiségű volt.

## Nevezetességei

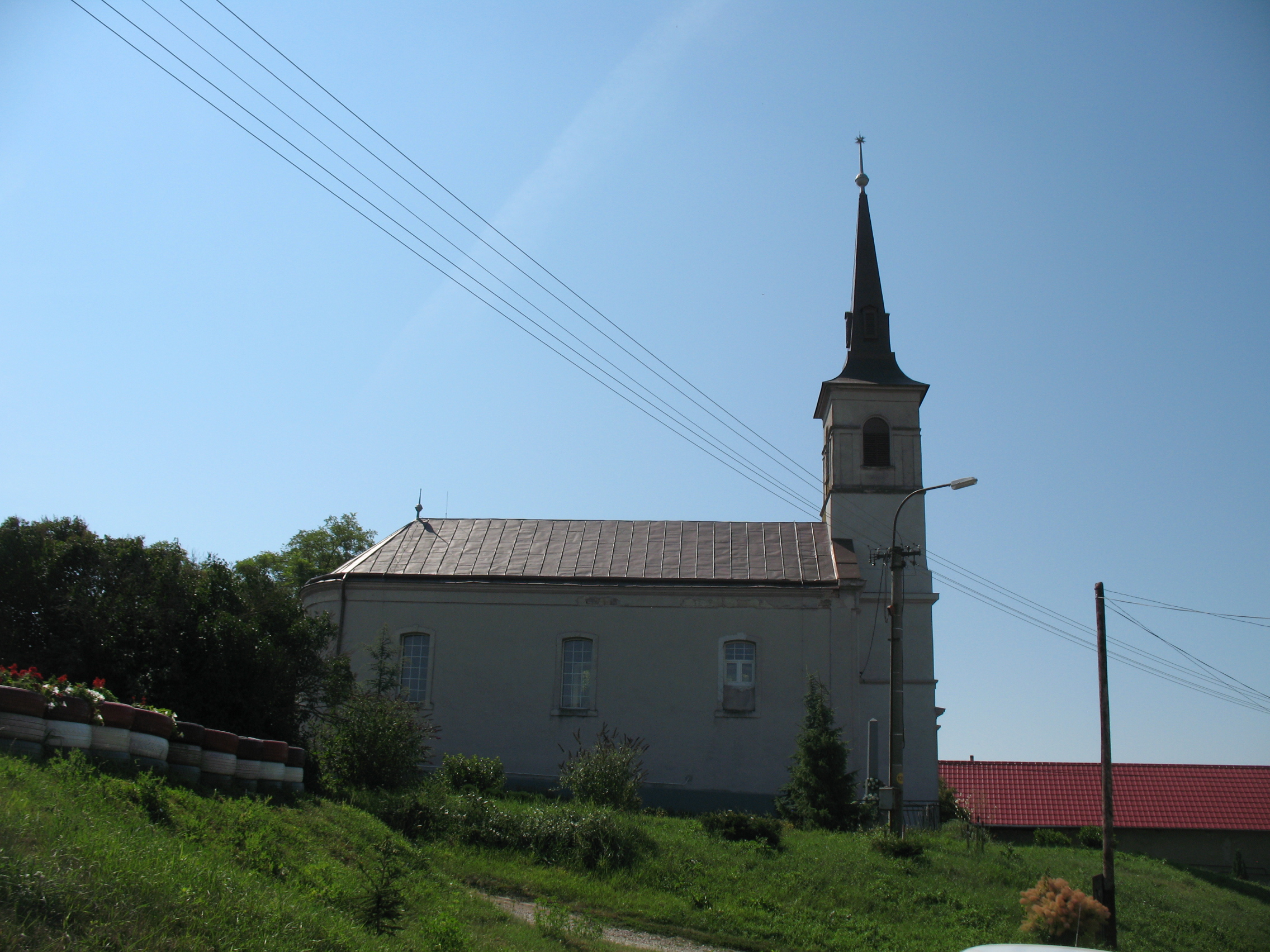
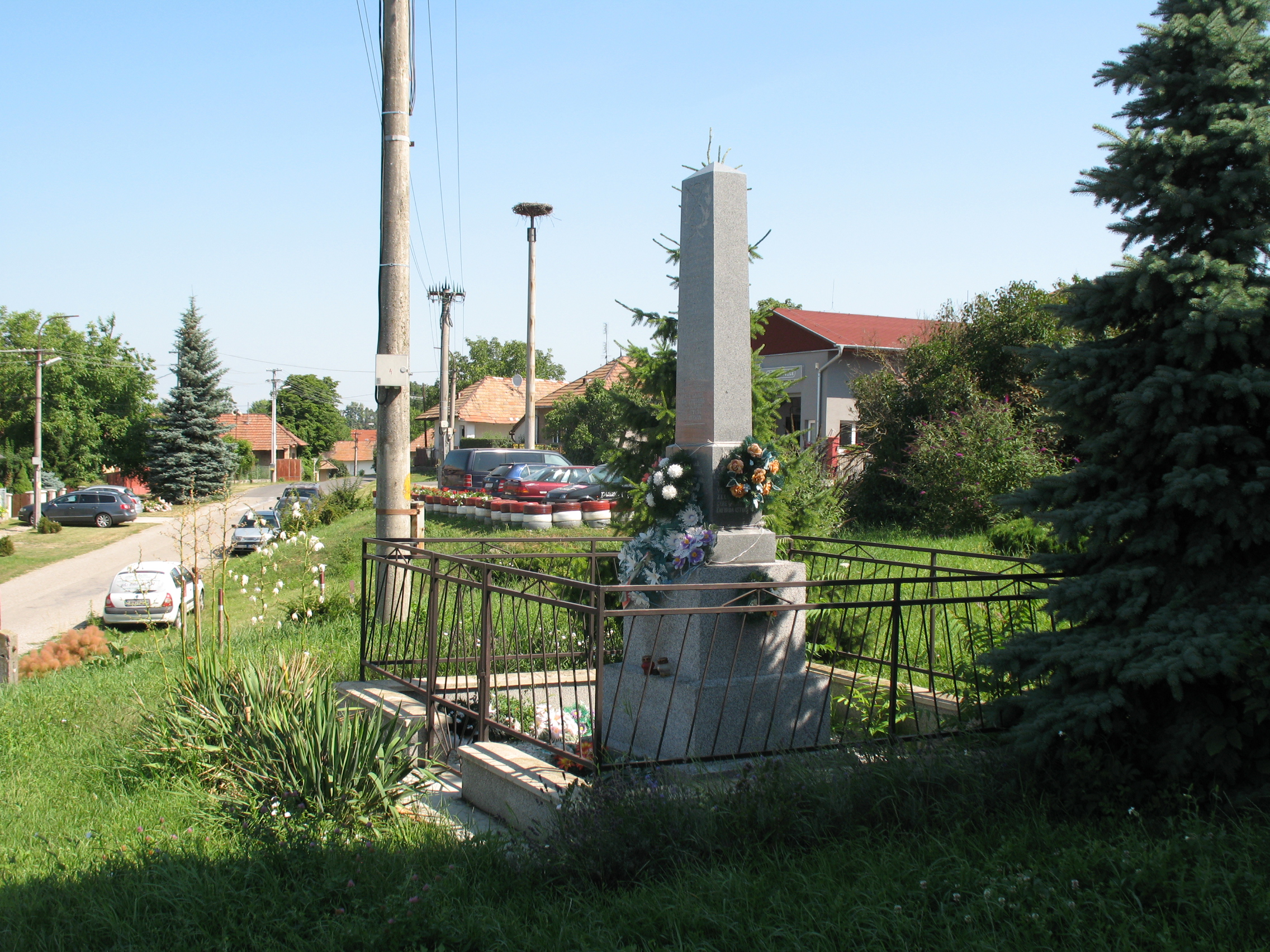

Alsófegyvernek református temploma 1716-ban épült, 1805-ben megújították, tornyát 1840-ben építették. Legbecsesebb kincse egy 1738-ban készített kehely.

## Híres emberek
- Valószínűleg innen származott Fegyverneki Ferenc ipolysági prépost, a premontrei rend vizitátora, nagy műveltségű főpap, számos 16. századi kódex szerzője.
- Itt született 1851-ben Evva Lajos író, színigazgató, műfordító.
- Itt született 1856-ban Farkas Róbert könyvtári szakíró, műfordító.

## Testvérvárosok
| Zászló | Város      | Régió/Megye          | Ország       |
| ------ | ---------- | -------------------- | ------------ |
|        | Fegyvernek | Jász-Nagykun-Szolnok | Magyarország |

## Külső hivatkozások
- Hivatalos oldal
- Községinfó
- Kétfegyvernek Szlovákia térképén
- Alapinformációk
- E-obce.sk Archiválva 2008. szeptember 20-i dátummal a Wayback Machine-ben